# Euclid (Ohio)
Euclid ist eine City im Cuyahoga County im US-Bundesstaat Ohio. Die Industriestadt liegt unmittelbar nordöstlich von Cleveland am Ufer des Eriesees und erstreckt sich über eine Fläche von 30 km². Im Jahr 2020 hatte Euclid 49.692 Einwohner. Die Stadt ist nach dem griechischen Mathematiker Euklid benannt.

## Geografie
Euclid liegt 17,7 km nordöstlich des Stadtzentrums (Public Square) von Cleveland. Das Stadtgebiet erstreckt sich dabei 6,2 km entlang der Uferlinie des Eriesees von der East 185th bis zur East 280th Street (nach Clevelander Zählung). Weiter südlich verjüngt sich das Gebiet auf den Bereich zwischen der East 200th und East 260th Street. Wiederum weiter südlich verschieben sich die Grenzen ein Stück nach Westen auf den Bereich zwischen der East 174th Street und der East 220th Street. Die maximale Nordost-Südwest-Ausdehnung beträgt 10,3 km.

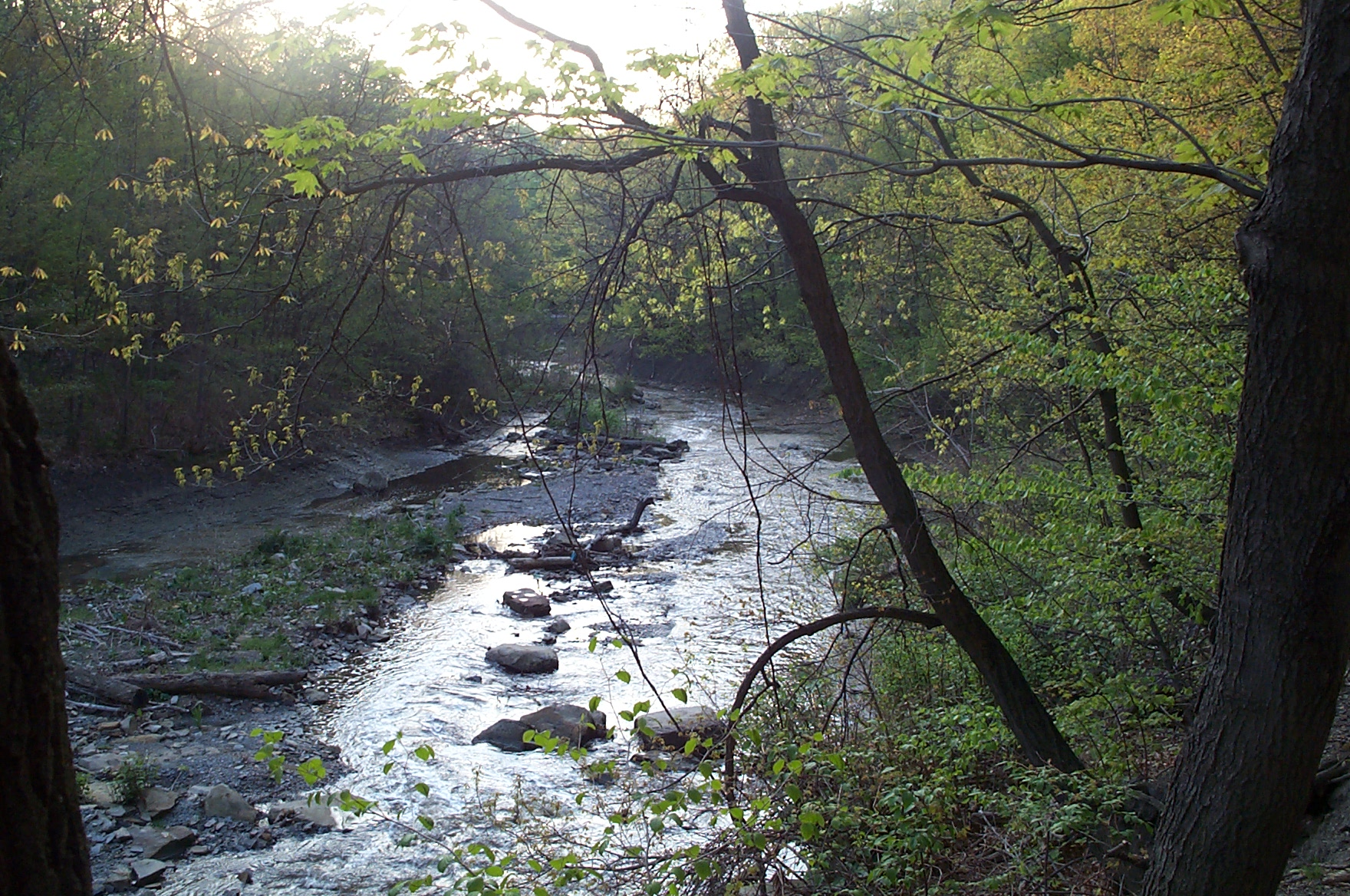
Der Euclid Creek.

Der südliche Zipfel des Stadtgebiets wird vom Euclid Creek durchflossen. Er entsteht dort aus dem Zusammenfluss dreier kleinerer Bäche und verläuft dann weiter nach Nordwesten und mündet schließlich auf Clevelander Gebiet in den Eriesee.
Das Stadtgebiet wird durch zwei Hauptverkehrsadern, die Interstate 90 und die U.S. Route 20, die beide parallel zum Ufer des Eriesees verlaufen, in drei Teile zerschnitten. Während sich im südöstlichen und vor allem im nordwestlichen Teil ausgedehnte Wohngebiete mit kleinteiliger Bebauung erstrecken, ist der mittlere Teil von Industrie- und Bahnanlagen geprägt. Die meisten öffentlichen Einrichtungen befinden sich auf der Nordseite.
Ursache dieser ausgeprägten Dreiteilung war die Einführung eines Bebauungsplans im Jahre 1922, der erstmals Gebietstypen, Bauhöhen und Art der Nutzung von Gebäuden verbindlich vorschrieb. Mit dieser damals neuartigen Praxis sollte eine unkontrollierte Entwicklung der Bebauung verhindert werden. Eine Immobilienfirma namens Ambler Realty hatte jedoch in Erwartung einer ungezügelten Entwicklung Land erworben und focht den Bebauungsplan daraufhin an. Die darauffolgende gerichtliche Auseinandersetzung endete schließlich damit, dass der Oberste Gerichtshof Bebauungspläne für verfassungsgemäß erklärte.
Nachbarstädte und -gemeinden sind (im Uhrzeigersinn) Willowick, Wickliffe und Willoughby Hills im Osten, Richmond Heights im Südosten, South Euclid im Süden sowie Cleveland im Südwesten.

## Geschichte

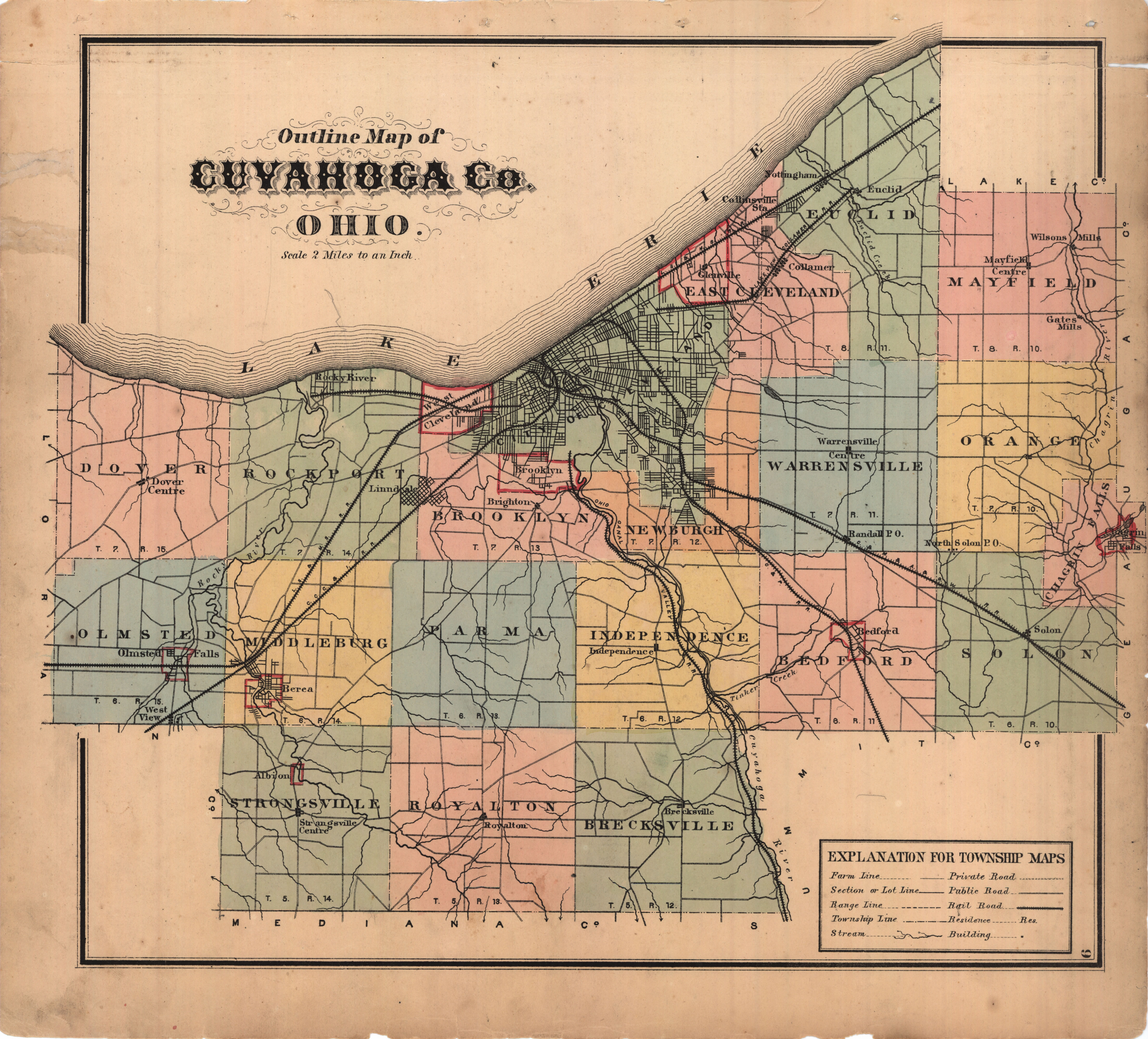
Die Karte aus dem Jahre 1874 zeigt Euclid Township, wie es neben der heutigen Stadt selbst noch weitere Gebiete umfasst.

Die erste Siedlung, Euclid Township, geht auf das Jahr 1796 zurück, als 41 Angestellte der Landvermessungsgesellschaft Connecticut Land Company von ihrem Arbeitgeber eine Entschädigung für schlechte Arbeitsbedingungen verlangten. Sie erhielten daraufhin am 30. September jenes Jahres 25 Quadratmeilen (64,75 km²) Land für 1 Dollar pro Acre zugesprochen mit der vertraglichen Erlaubnis, sich auf diesem Gebiet niederzulassen. Sie benannten die Siedlung aufgrund ihres beruflichen Hintergrundes nach dem griechischen Mathematiker Euklid. Als offizieller Gründer gilt ein gewisser David Dille.
In den ersten beiden Jahrzehnten des 19. Jahrhunderts stand Euclid Township als Handelsplatz in direktem Wettbewerb mit dem benachbarten Cleveland, den letzteres nach Vollendung des Ohio-Erie-Kanals 1827 schließlich für sich entscheiden konnte. 1850 erhielt Euclid Township Bahnanschluss. Als nennenswerter Industriezweig entstanden zunächst einige Dolerit-Minen; ansonsten blieb die Gegend landwirtschaftlich und kleinstädtisch geprägt. Zwischen 1870 und 1920 wurde Wein angebaut.
1877 erfolgte die offizielle Ausgründung aus dem Township als Village; doch gaben sie ihre Selbstverwaltung alsbald wieder auf. 1903 erfolgte die zweite und diesmal endgültige Gründung. Auch andere Teile des Townships gingen alsbald als East Cleveland (1903), Cleveland Heights, South Euclid, Lyndhurst und Richmond Heights (alle 1917) ihre eigenen Wege.
1930 wurde das Village Euclid mit damals 12.753 Einwohnern zur Stadt erhoben.

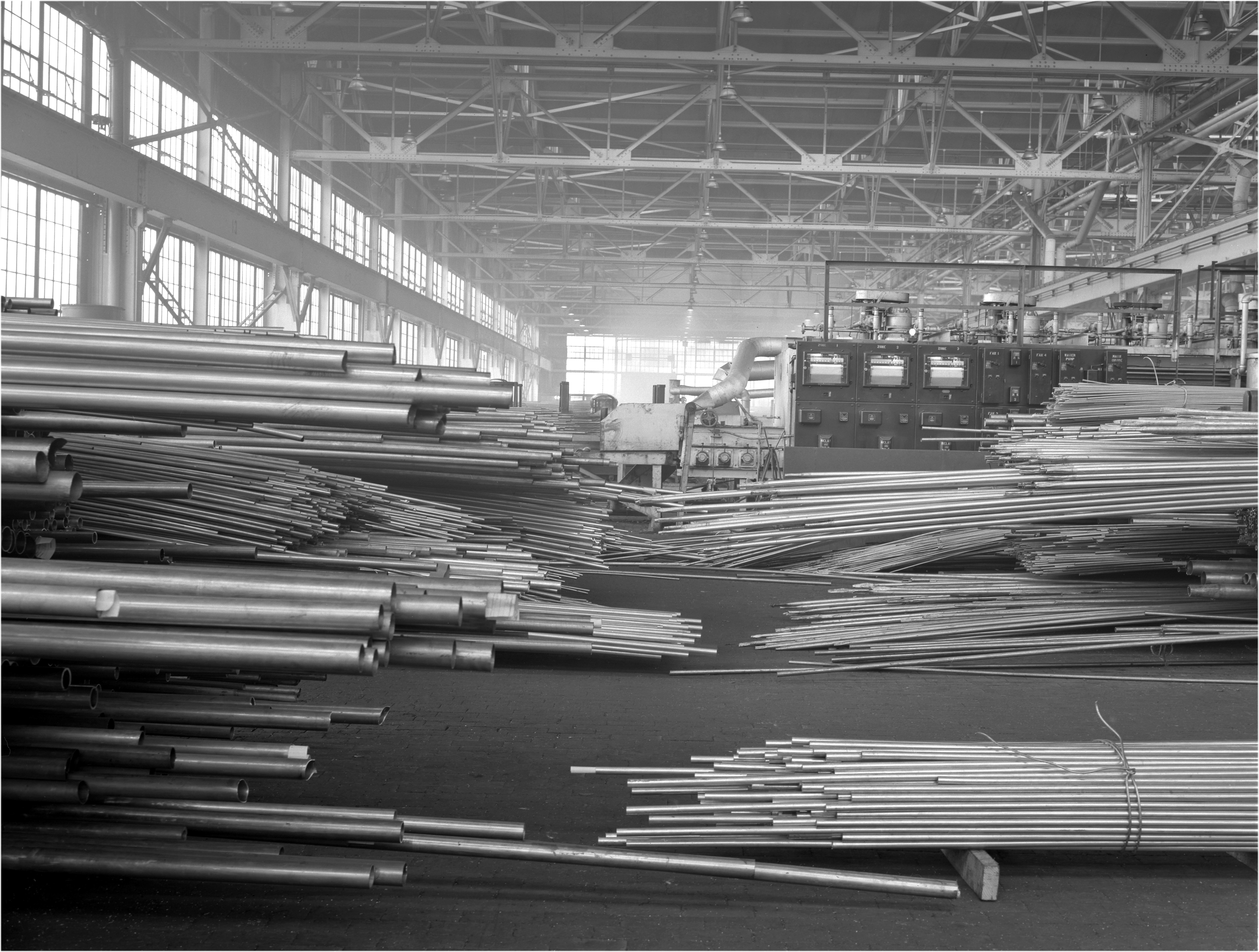
Kupferverarbeitung in Euclid, 1942.

Der Zweite Weltkrieg brachte durch die Ansiedlung von Rüstungsindustrien erhebliche Veränderungen mit sich. Es entstanden ein Flugmotorenwerk von Thompson Productions, ein Walz- und Röhrenwerk sowie eine Anlage zur Produktion von Fahrwerksteilen durch Cleveland Pneumatic Aerol. Ferner wurden seit 1926 Baumaschinen von Euclid Inc. sowie seit 1932 Adressiermaschinen und Matrizendrucker von Addressograph-Multigraph hergestellt. Alle diese Firmen wuchsen sehr schnell.
Die Entwicklung verstärkte sich nach dem Krieg noch weiter; so kamen 1951 noch Schweißgeräte von Lincoln Electric und elektrische Industrieausrüstungen von Reliance Electric hinzu. Cleveland Pneumatic wurde 1947 an General Motors verkauft und stellte die Produktion auf Karosserieteile für Autos um. Bis Anfang der 1980er Jahre hatten sich über 140 Firmen in Euclid angesiedelt. Die Bevölkerungszahl stieg bis 1970 entsprechend auf über 70.000 Einwohner an.
In den 1980er Jahren brachen schließlich erhebliche Teile der industriellen Basis weg, als etliche Firmen ihre Produktionsstätten schlossen oder stark verkleinerten (AM 1982, Euclid 1985, GM 1982 und 1992). Dies führte auch zu einem spürbaren Rückgang der Bevölkerung, der bis heute anhält.

## Bevölkerung

### Struktur
Mit einem Anteil von 52,2 % machten die Weißen 2000 die größte Bevölkerungsgruppe aus. Dabei herrschten über viele Jahrzehnte hinweg Gruppen mit deutscher und slowenischer Abstammung in der Stadt vor. Seit den 1980er Jahren stieg jedoch der Anteil der schwarzen Bevölkerung stark an, von 9 % im Jahre 1980 über 16 % (1990) und 30,6 % (2000) auf nunmehr 44,6 %. Diese Umwälzung führte bereits zu politischen Spannungen. So wurde die Stadt im August 2007 per Gericht dazu verpflichtet, die Einteilung ihrer Wahlbezirke zu ändern, um Schwarze nicht länger bei der Erlangung öffentlicher Ämter zu benachteiligen. Daraufhin wurde im März 2008 mit Kandace Jones erstmals eine Schwarze in den Stadtrat und in ein öffentliches Amt überhaupt gewählt.
Die Altersstruktur zeigt eine leichte natürliche Schrumpfung der Bevölkerung an. Dabei gibt es bei den 20- bis 24-Jährigen eine auffallende „Lücke“, wie sie für das gesamte Cuyahoga County mit Ausnahme Clevelands selbst typisch ist. Stärker als im Durchschnitt repräsentiert sind dagegen die über 65-Jährigen, die wiederum besonders stark abwandern.

### Religionen
Die mit Abstand größte Glaubensgemeinschaft in der Region stellen traditionell die Katholiken dar. Ihr Anteil an der Gesamtbevölkerung des County beträgt rund 35 %. Die anderen großen US-amerikanischen Konfessionen wie Lutheraner, Baptisten, Methodisten und Mormonen kommen auf jeweils 0–3 % Anteil. Mit 5,67 % ist ferner das Judentum im County relativ stark vertreten.
Die erste Kirche in Euclid entstand 1860 mit der katholischen Pfarrei St. Paul an der Chardon Road im heutigen Industriegebiet. Mit zunehmendem Wachstum der Stadt folgten weitere Kirchen in den Wohngebieten wie Holy Cross (1924), St. William (1946) und St. Robert Bellarmine (1953). Heute bestehen insgesamt sechs katholische Pfarreien in der Stadt. Das zuständige Bistum ist Cleveland.
Die örtliche Kongregation der Evangelisch-Lutherischen Kirche in Amerika existiert seit 1942 und hatte 2006 genau 441 Mitglieder. Die Baptistenkirche gibt es seit 1979, die evangelisch-methodistische Kirche verfügt über zwei Gotteshäuser, die Mormonen über eines. Insgesamt sind im Stadtgebiet insgesamt 28 Kirchen und Andachtsräume 13 verschiedener Konfessionen zu verzeichnen.
Daneben befindet sich ein buddhistischer Tempel im Stadtgebiet. Der Cleveland Buddhist Temple wurde ursprünglich 1944 für internierte japanischstämmige Amerikaner in Cleveland eingerichtet und 1970 nach einem Brandanschlag nach Euclid verlegt.

## Politik

### Bürgermeister und Stadtrat

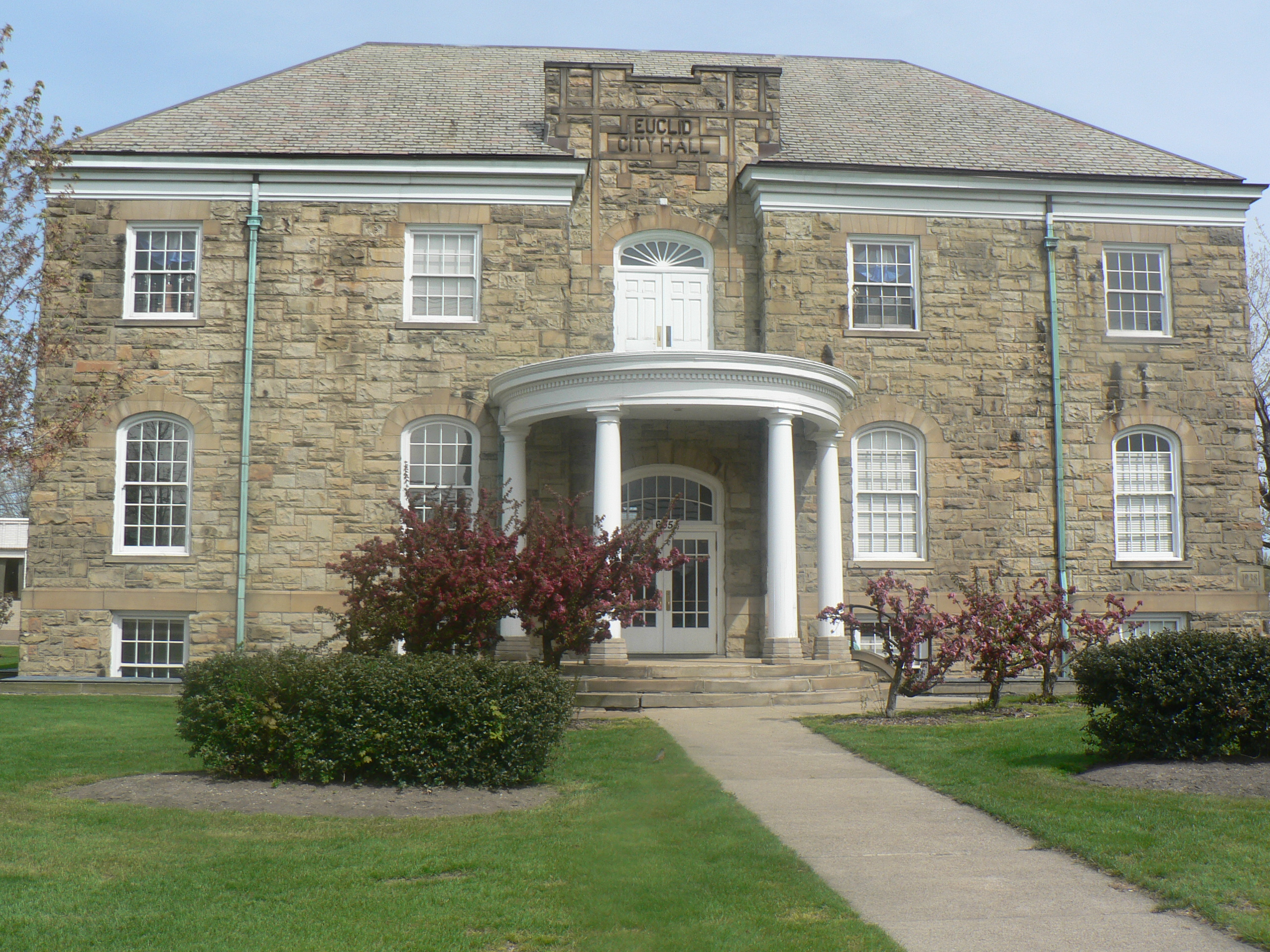
Das alte Rathaus.

Die Stadtregierung besteht aus einem neunköpfigen Stadtrat (city council) sowie einem Bürgermeister (mayor), dieser wird alle 4 Jahre im Herbst gewählt und tritt sein Amt am 1. Januar des Folgejahres an.
Die neun Stadträte werden entweder auf zwei oder auf vier Jahre gewählt und dürfen bis zu zwei Mal wiedergewählt werden. Der oder die Vorsitzende wird von der Gesamtstadt gewählt, die acht übrigen Mitglieder repräsentieren die ebenso vielen Wahlbezirke (wards) und werden dort getrennt und mit einfacher Mehrheit gewählt.
Bürgermeister war von 2004 an Bill Cervenik; er wurde am 4. November 2003 zum 13. Bürgermeister der Stadt gewählt und in den Novembern 2007 und 2011 wiedergewählt. Cervenik war ferner Mitglied des Verwaltungsrates (board of trustees) der örtlichen halbstaatlichen Verkehrsgesellschaft Greater Cleveland Regional Transit Authority (RTA).

Am 3. November 2015 wurde Kirsten Holzheimer Gail zum 14. Bürgermeister der Stadt gewählt. Seit 1. Januar 2024 befindet sie sich in ihrer dritten und letzten Amtszeit.

### Haushalt und Finanzen
Der städtische Haushalt wies 2005 Einnahmen in Höhe von 55,8 Millionen US-Dollar sowie Ausgaben in Höhe von 58,2 Millionen US-Dollar aus. Das Reinvermögen wird mit 61,7 Millionen Dollar angegeben. Die mit Abstand wichtigste Einnahmequelle der Stadt war die kommunale Einkommensteuer mit 22 Millionen, gefolgt von Einnahmen aus Forderungen und Konzessionen in Höhe von 6,4 Millionen sowie der Grundsteuer mit gut 6,1 Millionen. Ferner hatte die Stadt 17,2 Millionen Einnahmen aus Gebühren. Die größten kommunalen Ausgabeposten waren die öffentliche Sicherheit mit 21,5 Millionen, die Verwaltung mit 11,1 Millionen sowie die Abwasserbeseitigung mit 10,7 Millionen Dollar.
Der kommunale Einkommensteuersatz beträgt 2,85 %. Die Steuer wurde erstmals am 1. Juli 1968 eingeführt und dabei auf 1 % festgesetzt. Seitdem wurde sie in mehreren Schritten auf den heutigen Satz erhöht.

## Wirtschaft und Infrastruktur

### Wirtschaft
Euclid ist trotz des Niedergangs des produzierenden Gewerbes in den 1980er Jahren immer noch industriell geprägt. Größte Arbeitgeber sind Lincoln Electric (Schweißausrüstungen) sowie Park-Ohio Industries mit einem Werk für Schmiede- und Pressteile mit jeweils über 2.000 Beschäftigten. Weitere ansässige Industriezweige umfassen Dampferzeuger (Babcock & Wilcox), Luft- und Raumfahrttechnik sowie Elektrotechnik. Ansonsten macht sich der Wandel vor allem in Form mehrerer größerer Leerstände in den Industriegebieten bemerkbar. Die Stadt versucht, neue Gewerbeansiedlungen mit einer Reihe von Programmen zur Stadtentwicklung zu befördern.
1977 eröffnete an der East 260th Street auf einem ehemaligen Fabrikgelände das Einkaufszentrum Euclid Square Mall mit 65.000 m² Einzelhandelsfläche und 3.400 Parkplätzen. Es steht heute zum größten Teil leer.

### Verkehr
Aufgrund der Lage Euclids unmittelbar nordöstlich von Cleveland und am Südufer des Eriesees sind fast alle wichtigen Landverkehrswege auf die benachbarte Großstadt ausgerichtet und verlaufen daher in Südwest-Nordost-Richtung. Die Interstate 90 von Chicago über Cleveland nach Buffalo verläuft gut zwei Kilometer vom Seeufer entfernt; sie besitzt im Stadtgebiet mehrere Ausfahrten. Am östlichen Stadtrand zweigt ferner die Ohio State Route 2 von ihr ab. Weiterhin liegt die Stadt innerhalb des Clevelander Autobahnrings, der rund 6,5 Kilometer weiter östlich verläuft und dort auf die Interstate 90 trifft.
Ferner führt die Ohio State Route 283 direkt am Ufer entlang durch das Stadtgebiet und die U.S. Route 20 (Euclid Avenue) durchzieht die südöstlichen Wohngebiete. Davon wiederum zweigt die U.S. Route 6 nach Osten hin ab.
Direkt neben der Autobahn sowie gut 500 Meter südöstlich davon verlaufen zwei Eisenbahnstrecken der CSX und der Norfolk Southern. Beide Strecken führen parallel von Cleveland ausgehend nach Buffalo und werden – bis auf wenige Amtrak-Fernzüge – ausschließlich im Güterverkehr bedient. Unmittelbar südwestlich der Stadt betreibt die CSX auf Clevelander Gebiet einen Güterbahnhof. Einen Personenbahnhof gibt es nicht.
Der nächstgelegene Verkehrsflughafen ist der Cleveland Hopkins International Airport. Er liegt gut 16 Kilometer südwestlich von Cleveland. In Richmond Heights existiert mit dem Cuyahoga County Airport ein kleiner Flughafen für die Allgemeine Luftfahrt.
Darüber hinaus wird Euclid über mehrere Buslinien der RTA mit Cleveland und einigen seiner Umlandgemeinden verbunden.

### Medien
In Euclid erscheint eine Tageszeitung, der Euclid News-Herald. Die langjährige Wochenzeitung Euclid Sun-Journal wurde zum 31. Juli 2009 eingestellt. Mit dem Plain Dealer aus Cleveland ist ferner die größte Tageszeitung Ohios vertreten.
Der Fernsehmarkt bietet eine Reihe regionaler Fernsehstationen aus Cleveland. Sie alle gehören zu den großen Medienunternehmen (Networks) des Landes wie NBC, ABC, FOX oder die spanischsprachige Univision und strahlen deren Mantelprogramme aus. Daneben sind mehr als zwei Dutzend lokale wie überregionale Radiostationen verschiedener Genres zu empfangen.

### Bildung

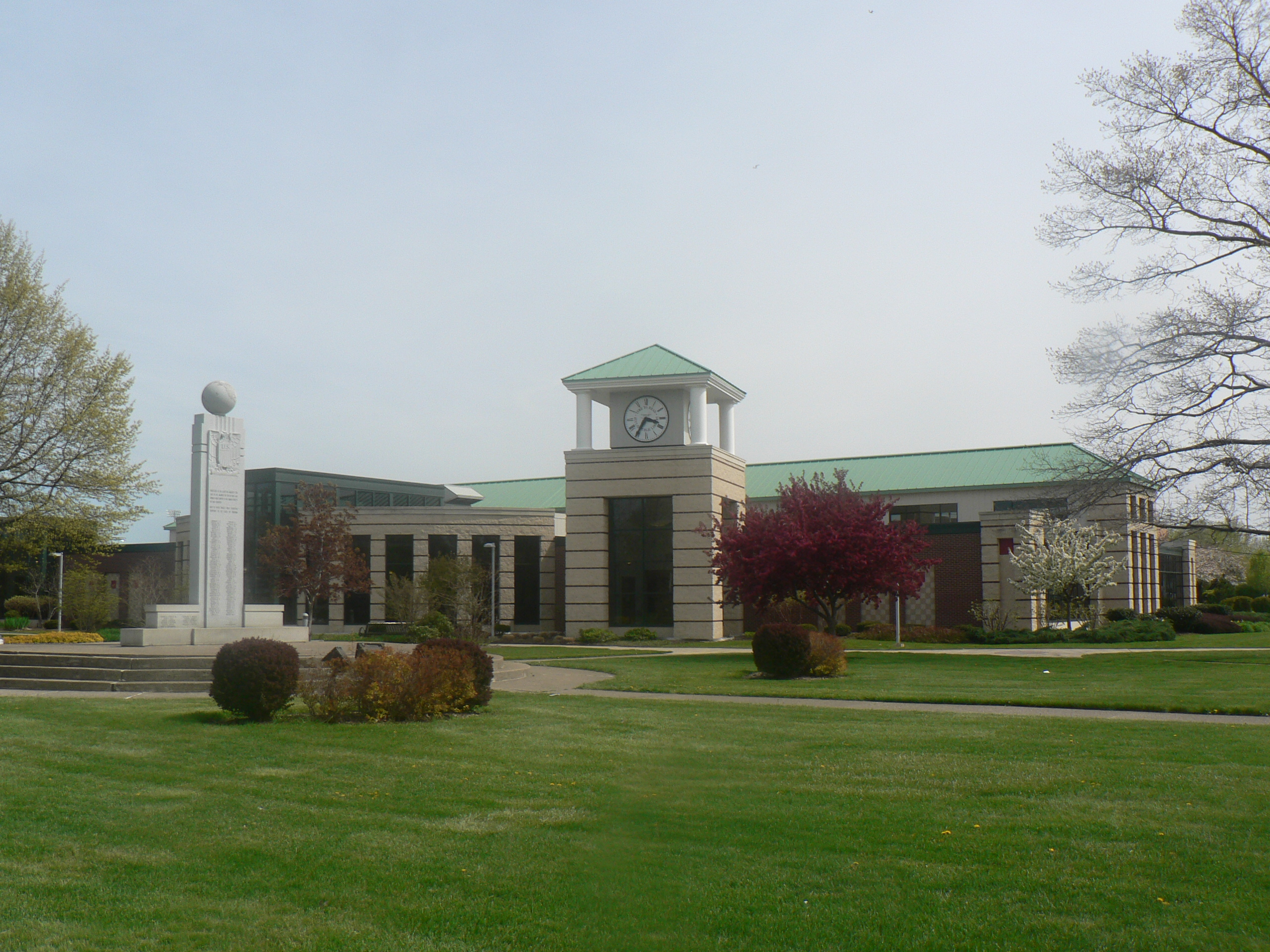
Die örtliche Bücherei.

Der örtliche Schulbezirk Euclid City School District ist mit dem Stadtgebiet deckungsgleich und umfasst sieben Elementarschulen, zwei Mittelschulen, eine High School und eine Charter School mit insgesamt etwa 6500 Schülern und 510 Lehrkräften. Dem Schulbeirat (Board of Education) stehen als Finanzmittel das Aufkommen aus 0,47 Prozentpunkten der kommunalen Einkommensteuer zur Verfügung. Die örtliche Bücherei hält rund 300.000 Medien vor.

## Kultur und Sehenswürdigkeiten

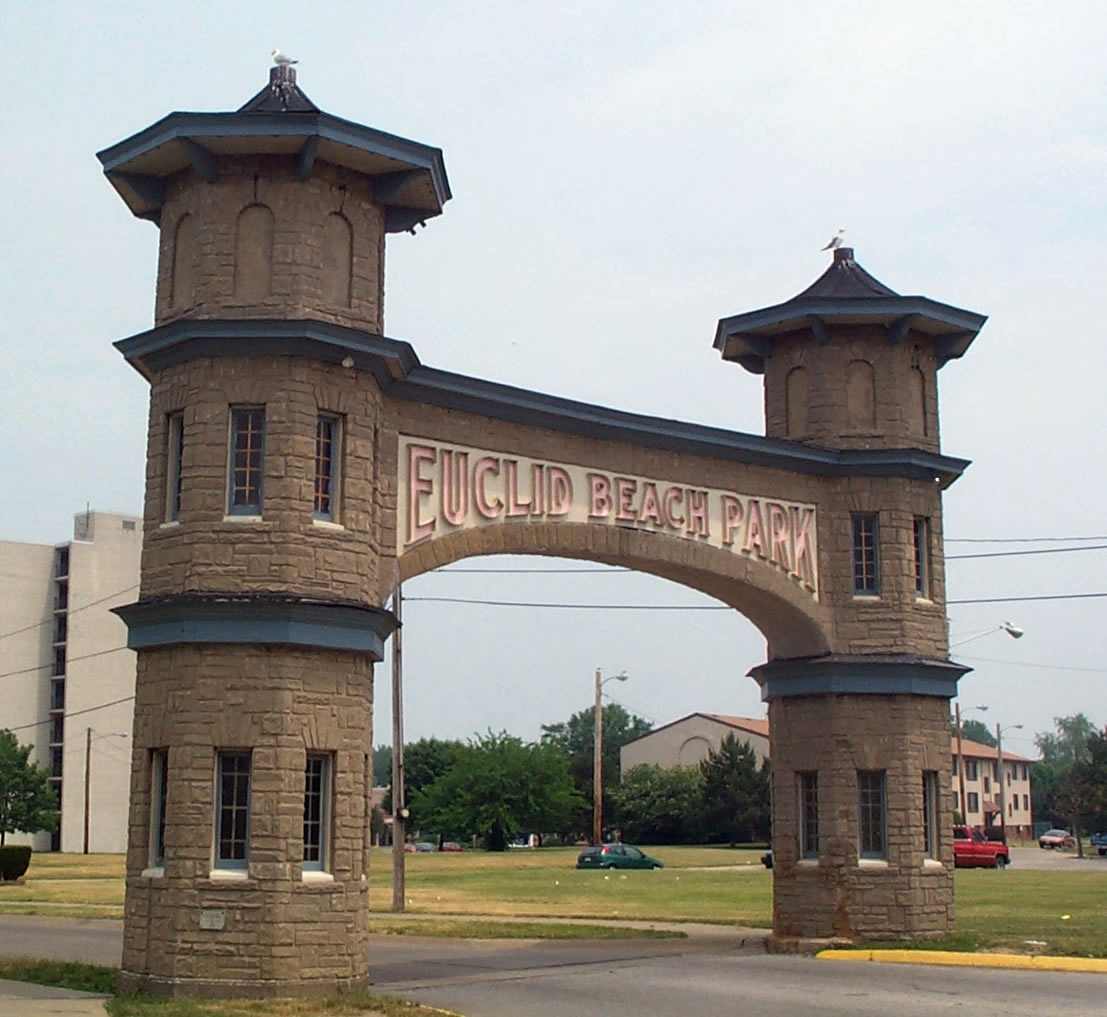
Das ehemalige Eingangstor zum Euclid Beach Park.

Die bekannteste Attraktion im Zusammenhang mit Euclid war der Euclid Beach Park. Der Vergnügungspark nach dem Vorbild Coney Islands befand sich 1,5 km westlich der Stadtgrenze am Ufer des Eriesees und war von 1895 bis 1969 in Betrieb. An seiner Stelle befinden sich heute Wohnblocks; sein Eingangstor blieb indes erhalten.
Im Stadtgebiet selbst befindet sich das Albert W. Henn Mansion. Das Wohnhaus des Industriellen Henn wurde 1923 in einer Mischung aus Tudorstil und American Craftsman errichtet und wurde in das National Register of Historic Places aufgenommen. Das Haus kann besichtigt und für Veranstaltungen gemietet werden.
Das Shore Cultural Centre dient als Kulturzentrum der Stadt und bietet verschiedene Veranstaltungen. Es existieren ferner mehrere Freibäder, eine Eissporthalle und ein städtischer Golfplatz mit 18 Löchern. Das Heimatmuseum zeigt Exponate aus den Bereichen Weinbau, Industrie und Verkehrswesen.
Außerdem sind einige Abschnitte des Seeufers sind öffentlich zugänglich. Das Baden ist zumindest an diesen Stellen jedoch verboten aufgrund der Keimbelastung des Seewassers durch die weitgehend ungeklärte Einleitung von Regenwasser.

## Persönlichkeiten

### Söhne und Töchter der Stadt

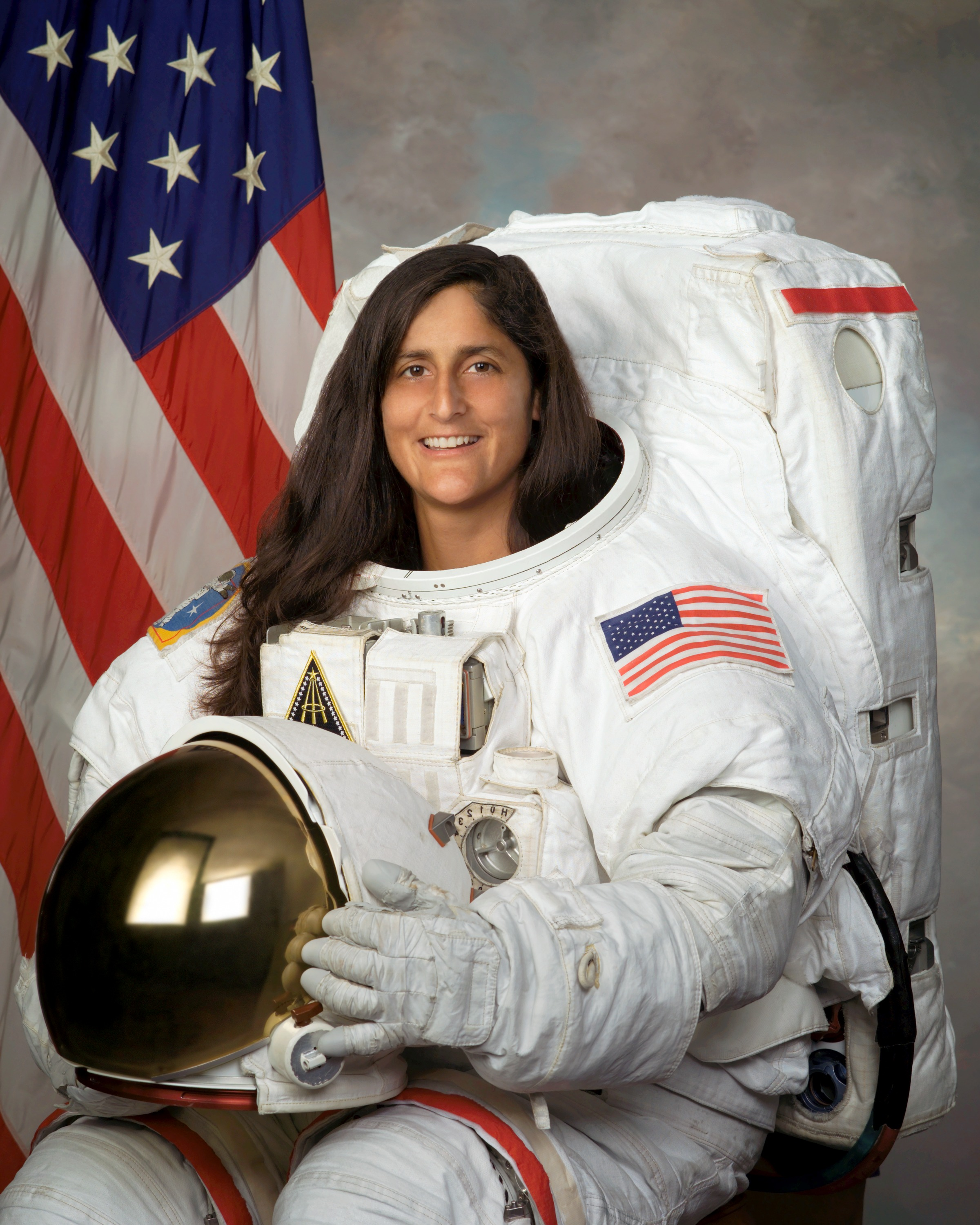
Sunita Lyn Williams.

| Nathan Meeker           | (1817–1879) | Journalist                                                                |
| Charles Francis Brush   | (1849–1929) | Erfinder der Kohlebogenlampe                                              |
| Jerome Zerbe            | (1904–1988) | Paparazzo                                                                 |
| Jerry Tarkanian         | (1930–2015) | ehemaliger Basketballtrainer                                              |
| Michael David Adamle    | (* 1949)    | Sportjournalist und ehemaliger American-Football-Spieler                  |
| Mary Jo Kilroy          | (* 1949)    | demokratische Politikerin, Mitglied des US-Repräsentantenhauses           |
| Dennis E. Eckart        | (* 1950)    | demokratischer Politiker, ehemaliges Mitglied des US-Repräsentantenhauses |
| Hollis Resnik           | (* 1955)    | Sängerin und Schauspielerin                                               |
| Terrance Edward Kennedy | (* 1956)    | ehemaliger Baseballspieler                                                |
| Sunita Lyn Williams     | (* 1965)    | Astronautin                                                               |
| Robert Ghrist           | (* 1969)    | Mathematiker                                                              |
| Robert Scott Smith      | (* 1972)    | ehemaliger American-Football-Spieler                                      |
| Brett Daniel Tomko      | (* 1973)    | Baseballspieler                                                           |
| Jessica Beard           | (* 1989)    | Sprinterin, Leichtathletik-Weltmeisterin                                  |
| Stipe Miocic            | (* 1989)    | MMA-Kämpfer, Schwergewicht                                                |

### Persönlichkeiten mit Bezug zu Euclid
- Der Industrielle Albert W. Henn (1865–1947) lebte von 1923 bis zu seinem Tode in besagtem Wohnhaus.[22]
- Der US-amerikanische Fantasy- und Science-Fiction-Autor Roger Zelazny (1937–1995) verbrachte seine Kindheit in Euclid. Ob er hier auch geboren wurde, ist offenbar nicht restlos geklärt.[23]
- Gary Mawson, ein kanadisch-US-amerikanischer Dartspieler, hat seinen Wohnsitz in Euclid.